# Rijk (Haarlemmermeer)
Rijk is een voormalig dorp in de gemeente Haarlemmermeer, provincie Noord-Holland. Het dorp lag in het noordoosten van de gemeente, op het kruispunt van de Aalsmeerderweg en de Vijfhuizerweg. Sinds 1960 ligt op die locatie de Kaagbaan van Schiphol, nabij de C-pier.
Het dorp was genoemd naar een eerder dorp Rijk of Rietwijk (ten zuidwesten van het dorp Sloten), dat in de 17e eeuw door de golven van het Haarlemmermeer werd verzwolgen. In 1959 moest het tweede dorp Rijk wijken voor de bouw van het huidige Schiphol-Centrum. De inwoners verhuisden grotendeels naar Rijsenhout.
In het begin van de 21e eeuw leeft de naam nog voort in het bedrijvengebied Schiphol-Rijk en de straatnaam Rijkerstreek op Schiphol.

## Foto's

Boerderijen in Rijk in 1957
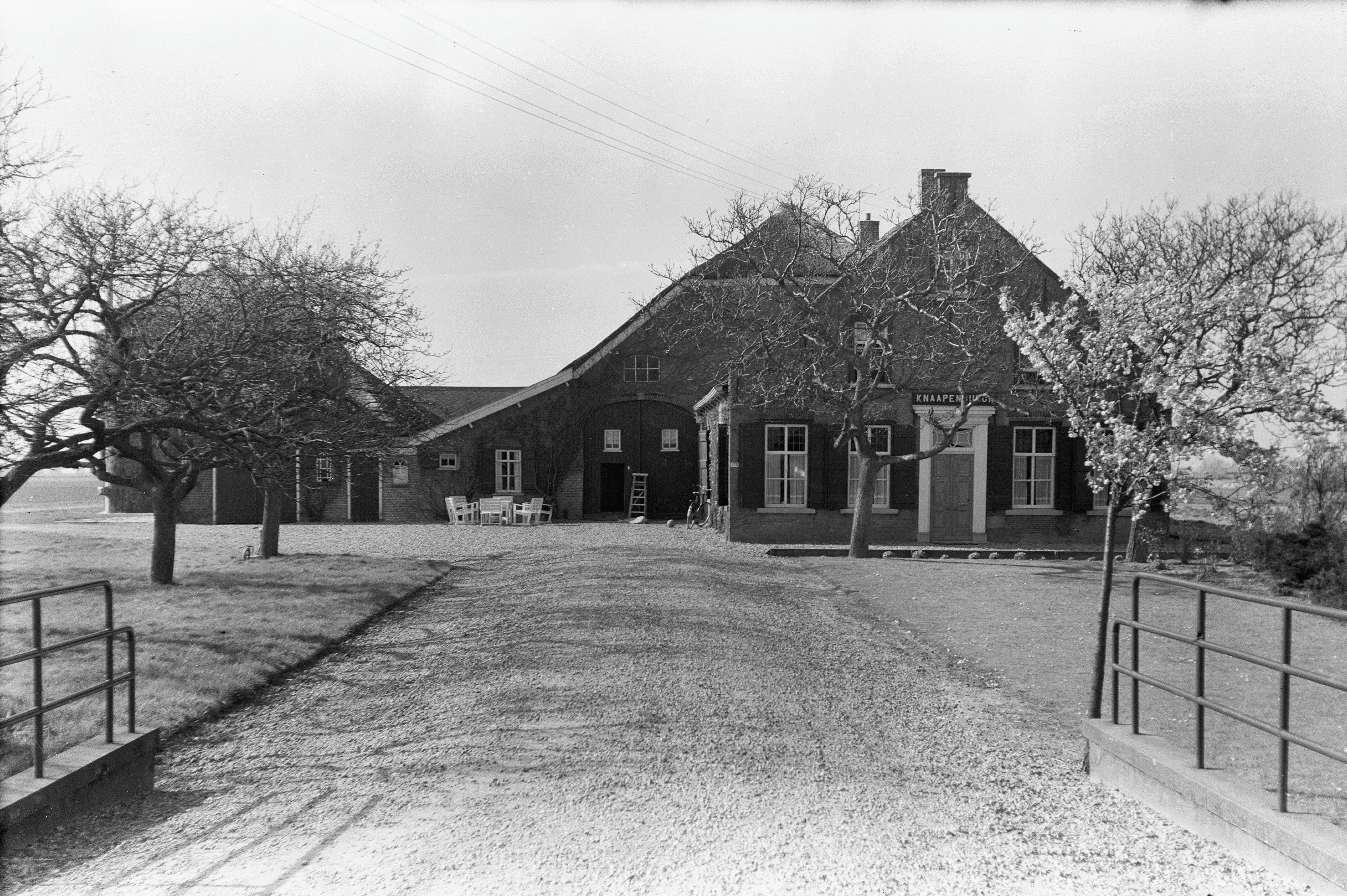
Knaapenburg, Aalsmeerderweg 179
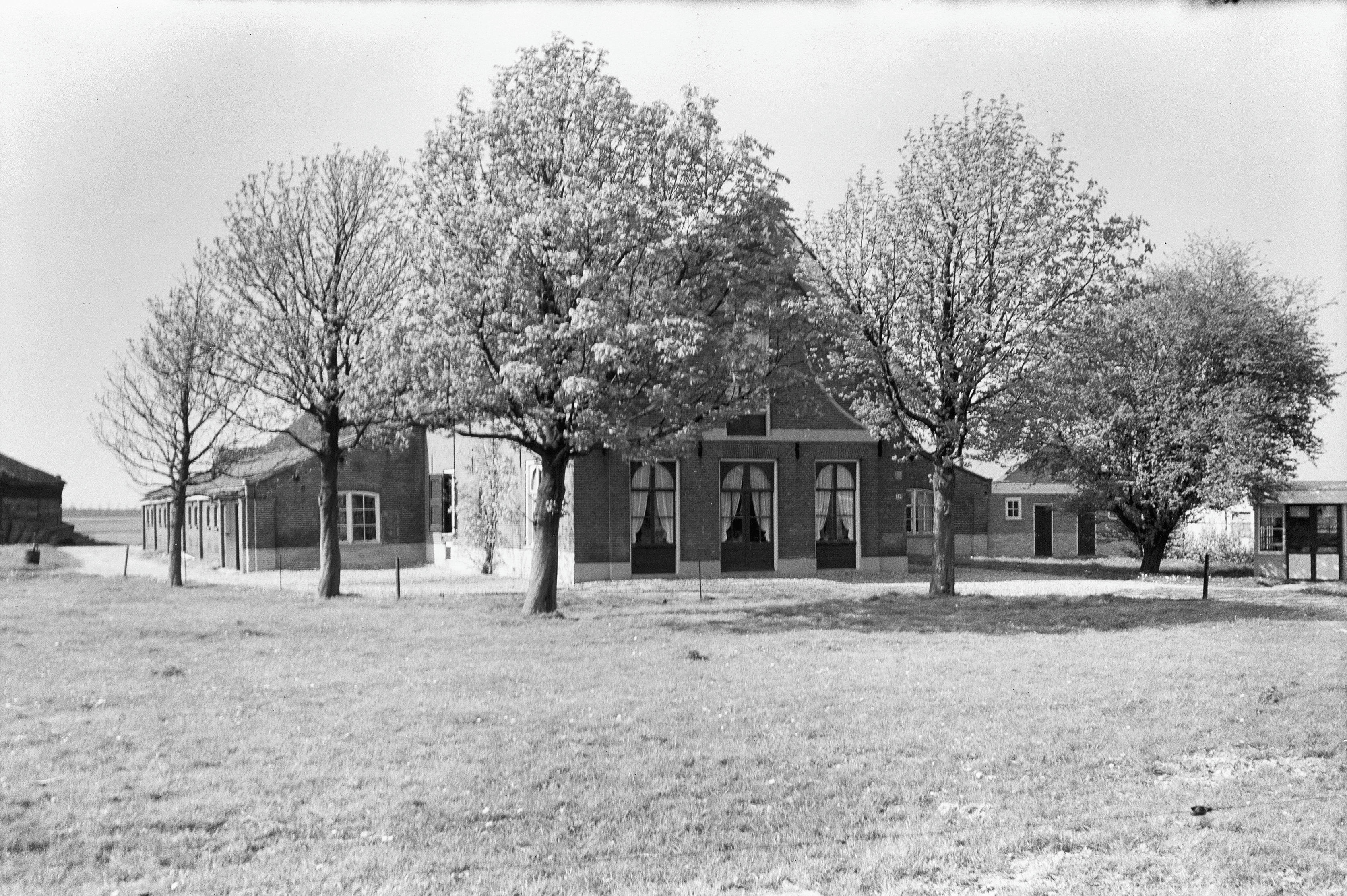
Aalsmeerderweg 249
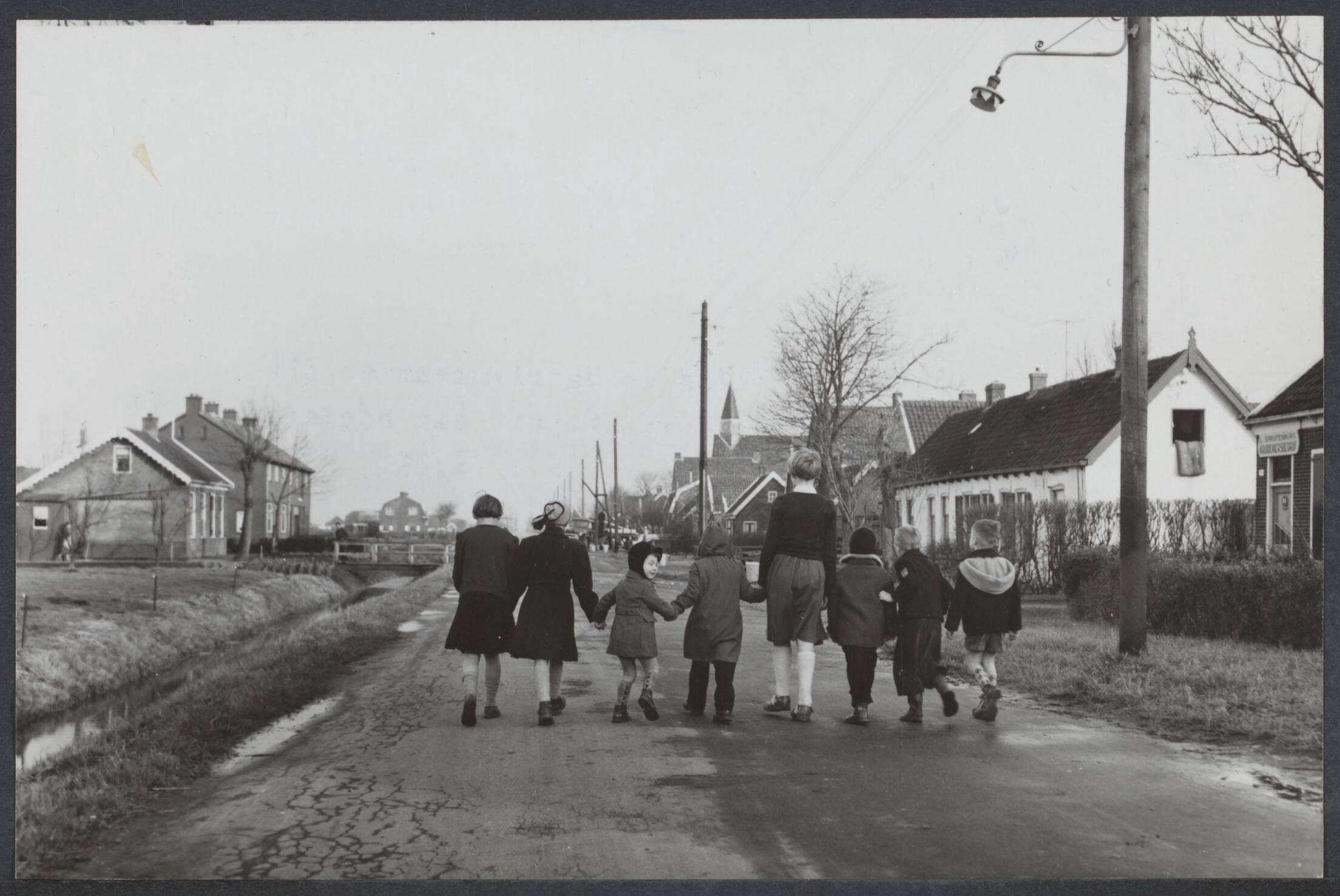
Wandelende kinderen

Afbraak van Rijk in 1959
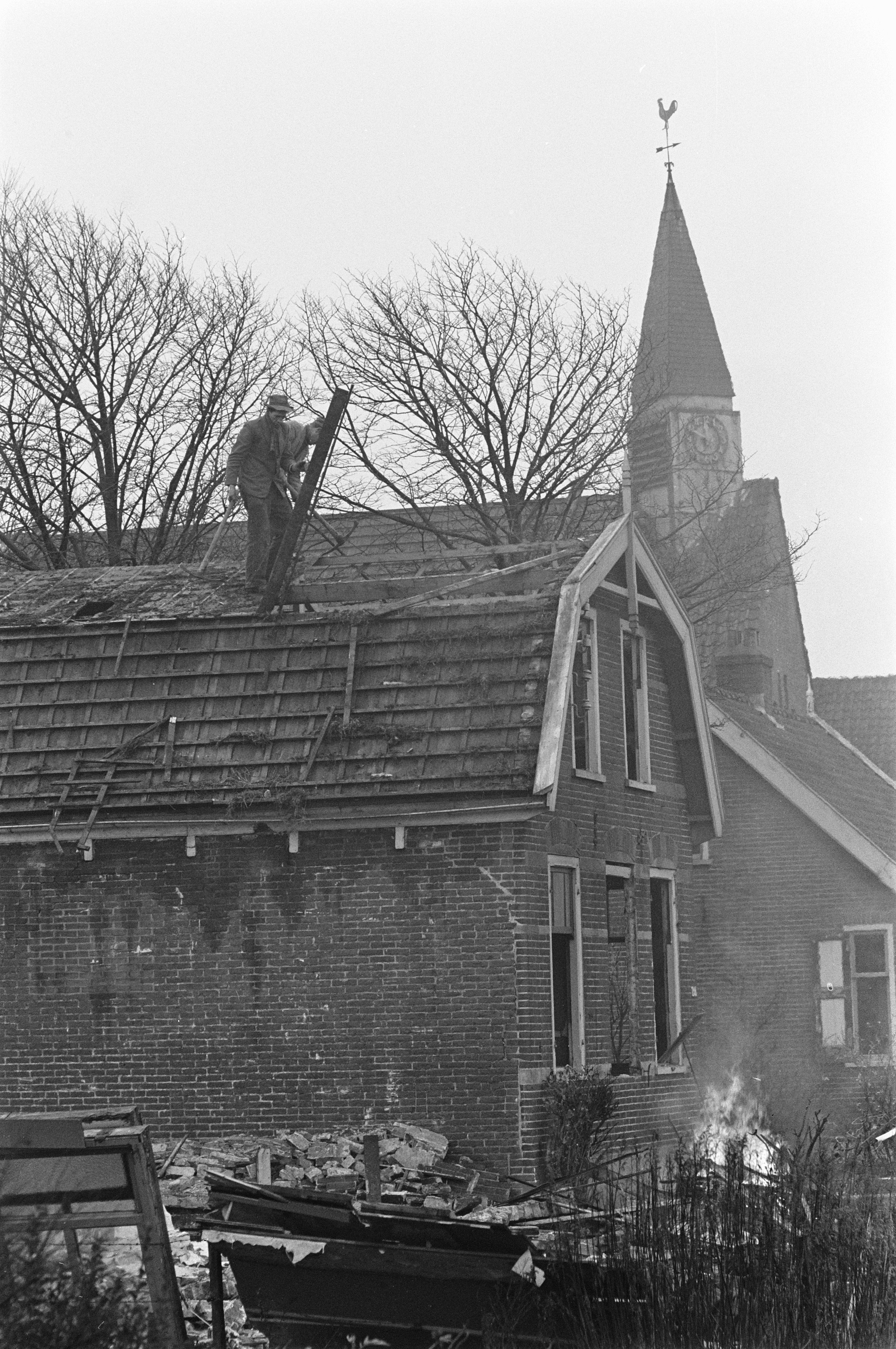
Afbraak van het dorp
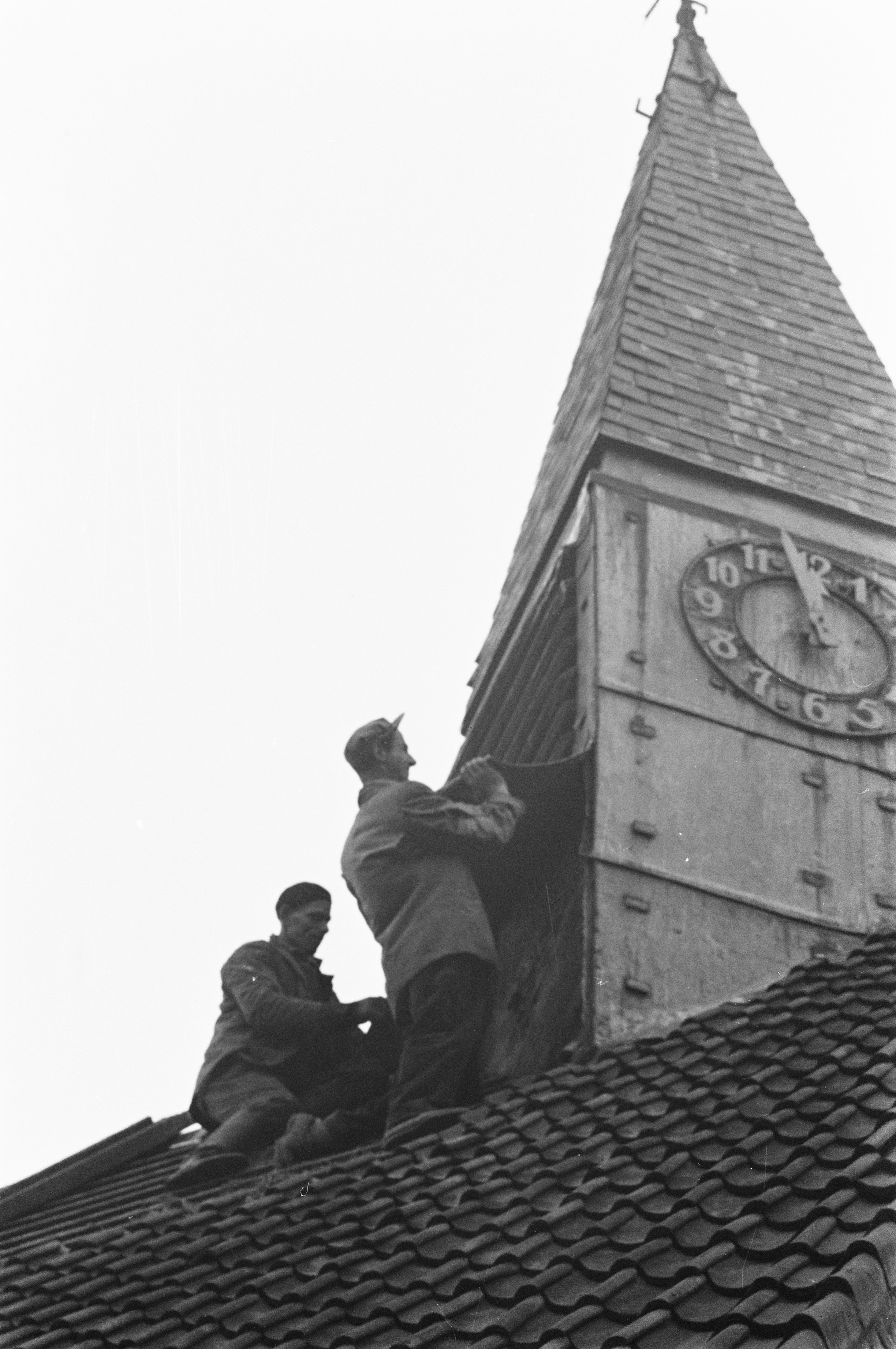
Afbraak van de kerk
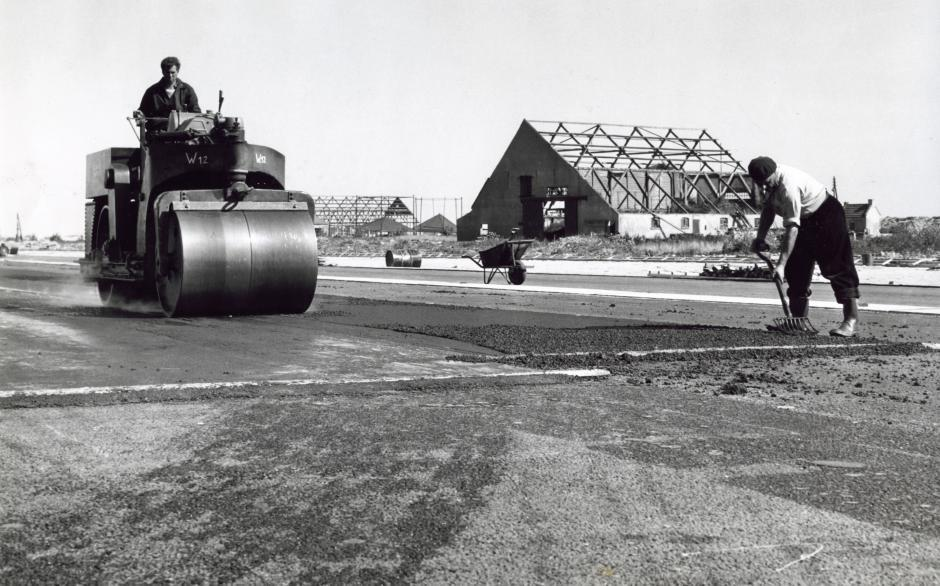
Aanleg van Schiphol in 1959 bij de restanten van Rijk